# Sainte-Catherine-de-Hatley
Sainte-Catherine-de-Hatley es un municipio canadiense situado en la provincia de Quebec.

## Superficie
Sainte-Catherine-de-Hatley tiene una superficie de 86,34 km².

## Demografía
En 2021, tenía 2741 habitantes, una densidad poblacional de 31,7 hab./km², y 1429 viviendas.